# هامورهای صخره
هامورهای صخره (نام علمی: Paralabrax) نام یک سرده از تیره هامورماهیان است.